# جائزة النمسا الكبرى 1998
جائزة النمسا الكبرى 1998 هو سباق فورمولا 1 أقيم بتاريخ 26 يوليو 1998 في ريد بول رينغ، ستيفن سبيلبرغ، شتايرمارك، النمسا. كان العاشر من أصل 16 في بطولة العالم لسباقات الفورمولا واحد موسم 1998. حلّ الفنلندي ميكا هاكينن أولا بينما جاء البريطاني ديفيد كولتهارد في المركز الثاني وحصل على المركز الثالث الألماني مايكل شوماخر.